# Жилинский, Александр Николаевич
Алекса́ндр Никола́евич Жили́нский (10 ноября 1884, Пермь — 4 мая 1937, Свердловск) — революционер, полиграфист, участник Октябрьской революции и Гражданской войны, партийно-хозяйственный деятель.

## Биография

### Деятельность до 1917. Становление личности
Родился 10 ноября 1884 в г. Перми в семье Жилинского Николая Станиславовича — цехового Вятской ремесленной управы, машиниста парохода на реке Кама, и Жилинской Анны Антоновны — домохозяйки. Пермское трехклассное начальное училище окончил в 1895.
Трудовую деятельность начал учеником в типографии с 11 лет.
05.1896 — 04.1903 Пермь, ученик наборщика и наборщик. В 1902 году находился неофициально в кружке тов. Трапезникова.
04.1903 — 05.1906 Петербург, работал наборщиком типографии «Брокгауз-Эфрон», газете «Сын отечества» (орган Социалистов — Революционеров под редакцией С. Юрицина), газете «Наша жизнь» (Орган Социал — Демократов).
1904 — избран старостой типографии «Брокгауз-Эфрон». Принимал участие в революционном движении. Был принят в члены РСДРП Путиловской организацией г. Петербурга.
1905 — участвовал в организации Союза рабочих печатного дела (Артели печатного дела под руководством А. А. Симановского и И. Голынского). Принимал активное участие во всех забастовках рабочих печатного дела, а также в организации и захвате типографий для печатания газеты Петроградского совета «Известия рабочих и солдатских депутатов» с 1 по 7 номер. После «кровавого воскресенья» дважды был арестован, но за отсутствием прямых улик, освобождён из под стражи. После чего за Жилинским установили постоянную слежку.
06.1906 — 10.1906 вернулся в Пермь, продолжил работу в типографиях до призыва в Российскую императорскую армию.
11.1906 — 06.1907 Петербург, служил в Российской императорской армии канониром.
07.1907 — 10.1908 Пермь, работал наборщиком типографии.
1907 — в гор. Перми участвовал в кружках Пермской окружной организации РСДРП под руководством (Новгородцева) К. Т. Свердлова и (Марка) Александра Минкина. Участвовал в организации подпольной типографии.
11.1908 — 1910 Вятка, Верхотурье, Пермь — наборщик в типографиях. Принимал участие в работе подпольных типографий — набирал нелегальные газеты и брошюры. С 1910 года его жизнь связана с Екатеринбургом.

### Революция и Гражданская война на Урале
02.1917 — 07.1918 Екатеринбург . В 1917 г. принимал участие в организации комитета РСДРП (б) по свержению царского правительства. Был избран членом Екатеринбургского комитета РКП (б). Принимал участие в комитете общественной безопасности (командирован партией). Принимал участие в организации Совета рабочих депутатов, был членом совета. Активно участвовал в Октябрьском перевороте. Являлся руководителем жилищного комиссариата.
В ходе 1-й Уральской областной партийной конференции, проходившей в Екатеринбурге 14-15 апреля 1917 года было принято решение о создании постоянной общеуральской большевистской газеты «Уральская правда», ответственным за выпуск первого номера «Уральской правды» областной комитет партии назначил А. Н. Жилинского. «Уральская правда» № 1 вышла из печати 22 апреля (5 мая нового стиля) 1917 г.
21 августа 1917 года большевики праздновали открытие типографии «Прибой». На открытии присутствовали представители областного съезда Советов, который проходил в те дни в Екатеринбурге.
После Октябрьской революции Жилинский руководил закрытием типографии «Уральский край», организованная на её месте типография занималась выпуском всевозможной партийной литературы, печатанием газеты «Известия», «Уральская правда», «Уральский рабочий».
07.1918 — 03.1920 служил в Красной Армии с начала до расформирования 3-й Армии Восточного фронта. Когда Екатеринбург взяли белогвардейцы, отряд 123 человека под руководством Жилинского вышел через Егоршино и Алапаевск на Гороблагодатскую. Там бойцы влились в состав 3-й армии Восточного фронта. Реввоенсовет 3-й армии назначил А.Н. на должность казначея. Занимал должность начальника снабжения Особой Ударной дивизии.
24 декабря 1918 в составе Русской армии Верховного правителя адмирала А. В. Колчака, Сибирская армия чехословаков под командованием Радолы Гайды, взяла столицу Пермской губернии.
После отступления из Перми, Жилинский был назначен начальником заградительного отряда при 29 дивизии.
Захват Перми белочехами получил название «Пермская катастрофа». Для ликвидации «катастрофы» был сформирован бронепоезд карательной группы под управлением Феликса Дзержинского и Иосифа Сталина. Делегирование этих лиц не было случайным, Я. М. Свердлов направил их, желая удалить из Москвы, т.к по сути — это было политическое противостояние внутри руководства Советской России в 1918—1919 годы. Дзержинскому и Сталину были предоставлены полномочия для организации порядка: они получили право смещать должностных лиц, придавать суду военно-революционного трибунала, назначать новых исполнителей в Пермском регионе. Ликвидация «катастрофы» являлась попыткой большевистской партии, смысловым ходом Ленина, против пары Свердлова-Троцкого — вернуть контроль над Красной армией. Пермская катастрофа (1918)
7 января 1919 по решению комиссии Феликса Дзержинского и Иосифа Сталина, расследовавшей причины Пермской катастрофы (1918)", штаб 3-й армии призвал А. Н. Жилинского на должность начальника гарнизона и коменданта г. Глазова.
В начале апреля 1919 г. штаб Красного Восточного фронта, опасаясь возможного соединения Восточного фронта Русской армии с Северной армией и отрядами союзников, принял решение о срочном создании в тылу глубоко-эшелонированной обороны — системы укреплённых районов. Одним из таких укрепрайонов стал город Вятка с его военным гарнизоном. Начальником гарнизона и обороны Вятско-Слободского района был утверждён В. К. Блюхер (помощник командующего 3-й армией на тот момент), первым комендантом был назначен А. Н. Жилинский.
12 мая 1919 года командование 3-й армии вручило ему награду — никелевые часы с надписью «Честному воину рабоче-крестьянской армии т. А. Н. Жилинскому».
Затем А. Н. Жилинский был назначен комендантом гг. Пермь (июль 1919), Екатеринбург (19 июля 1919 — март 1920), Камышлов (14 октября 1919 года — 29 октября 1919) и Талица (декабрь 1919).
Являлся Чрезвычайным уполномоченным по борьбе с сыпным тифом  в тот же период.
По воспоминаниям современников, Александр Николаевич был «веселый, общительный человек, хорошо играл на гитаре, пел. Очень высокий (2 м 17 см), стройный. У него была красиво и гордо посаженная голова с копной черных кудрявых волос. Ко всему этому, он имел природный дар оратора, его речь была убедительна».

### Послереволюционный период
1923—1924 Облисполком (Губисполком). Член Президиума Уральского облисполкома по управлению совхозами.
Во время своей работы в Губисполкоме руководил заготовкой топлива, налаживал коммунальное хозяйство города. Колчаковцы с белочехами вывезли что могли, остальное разрушили.
Коммунальный отдел, которым руководил Жилинский, отремонтировал 1500 зданий, ввёл школы, больницы, приюты, общежития, прачечные в строй. Оборудовали 4 сыпно-тифозных лазарета. Создали 3 пожарных части, 6 мастерских. Расселили и отремонтировали помещения для 41975 человек. Приготовили распахать под огороды 200 десятин, очистили 19 садов и засеяли 15 десятин овощами.
В Свердловске получил награды — золотые часы, револьвер и две грамоты — начала гражданской войны на Урале и по её окончании.
1924 — Председатель правления Уралкнига.
1925 — Управляющий областной конторой Маслоэкспорт.
1925—1930 Управляющий Уралполиграфтрест . При содействии Жилинского строился Дом Печати. Создавалось и развертывалось производство крупнейшей на Урале типографии «Гранит», переименованной в издательство «Уральский рабочий» в 1926 году
Делегат XII, XIV Всероссийских съездов Советов .
1930—1932 Член Президиума Уральского Совета народного хозяйства.
1932—1933 Управляющий конторой строительства Тяжпром. Управляющий Уралторфотреста.
1933—1937 Управляющий конторой Резиносбыта «Главрезина».
1922 г. переведен в запас армии высшего административного персонала К — 10.
Военный билет выдан 26 апреля 1931 г. РВК г. Свердловска. Военнообязанный высшего начсостава. Помощник начальника снабжения округа.

### Масштабные политические репрессии 1937 г.
21 января 1937 года арестован.
11 февраля 1937 года Кагановическим РК ВКП (б) и 2 апреля 1937 года Свердловским горкомом ВКП (б) исключен из партии как «враг народа». 
4 мая 1937 года военной коллегией Верховного суда Союза ССР приговорен к высшей мере наказания — расстрелу .
29 декабря 1956 года реабилитирован посмертно.
5 марта 1957 года бюро Свердловского обкома КПСС отменило постановление Свердловского горкома ВКП (б) от 2 апреля 1937 года об исключении Жилинского А. Н. из членов партии.

## Семья
- отец — Жилинский Николай Станиславович (1850—1888) по происхождению поляк. Семья эмигрировала в Россию из Кракова. Цеховой Вятской ремесленной управы, машинист парохода на реке Кама.
- мать — Жилинская (Сажина) Анна Антоновна ( — 1936). Домохозяйка.
- жена — Жилинская (Филатова) Евдокия Алексеевна (1880—1943).
- дети:
  - сын, приемный — Жилинский Анатолий (1902—1946).
  - сын — Жилинский Евгений (1911 — ?). Жена и двое ребятишек Александра Николаевича остались в Екатеринбурге после ухода красных из города в 1918. Были арестованы колчаковцами и находились в заточении почти год. Жена с семилетним сыном была в Екатеринбургской тюрьме, а 16 летний приёмный сын был сослан в центральную Иркутскую тюрьму. Жену и младшего ребёнка пытали, вследствие чего ребёнок стал терять рассудок.
  - дочь — Антропова (Жилинская) Ариадна Александровна (1921—1999). После ареста отца девочку исключили из средней школы. Работала страховым агентом. Собирала и систематизировала материалы о деятельности отца.
    - Внук — Антропов Георгий Аркадьевич (1942—2003), начальник отдела Уральского научно-исследовательского института метрологии, переводчик японского языка, г. Екатеринбург.

## Память
26 июня 1986 года мемориальная доска открыта по адресу Екатеринбург, ул. Малышева, 36 (демонтирована вандалами).
6 ноября 1987 года Мемориал героям революции и гражданской войны, где находится памятная табличка Жилинского А. Н., открыт в Екатеринбурге.
07 декабря 2019 года памятная табличка «Последний адрес» установлена по адресу «Дом старых большевиков» Екатеринбург, ул. 8 Марта, 1 (демонтирована вандалами).
28 октября 2020 года памятная табличка «Последний адрес» по адресу Екатеринбург, ул. 8 Марта, 1 (бывш. Уктусский проспект, 1) установлена повторно.